# Конвой SC 42
Конвой SC 42 (англ. Convoy SC 42) — конвой транспортних і допоміжних суден у кількості 72 одиниць, який у супроводженні двадцяти дев'яти кораблів ескорту прямував від канадського Сіднея (від острову Кейп-Бретон) до Ліверпуля та інших морських портів Британії. Конвой був одним з системи великих транспортних конвоїв, що рушили Атлантикою під кодом SC (повільний конвой — англ. Slow Convoy) і вийшов від берегів Канади 30 серпня 1941 року.

## Історія конвою
30 серпня 1941 року шістдесят п'ять суден конвою SC 42 під місцевим ескортом вийшли від канадського Сіднея (від острову Кейп-Бретон) до Ліверпуля. Комодором конвою був контрадмірал У. Б. Маккензі на судні Eeverleigh. Через тиждень їх зустріла на схід від протоки Бель-Айл канадська 24-та група супроводу, яку очолював канадський есмінець типу «Рівер» «Скина» (лейтенант-командер Дж. Гіббард) з корветами типу «Флавер» «Олберні», «Кеногамі» та «Оріліа». Корвети «Чемблі» та «Мус Джо» за вказівкою командора Джеймса Д. Прентіса проводили навчання на шляху руху конвою і були готові підсилити ескорт, коли конвой увійшов у зону, де, як відомо, на них чекали підводні човни Крігсмаріне.
У цей час у регіоні на південний схід від Гренландії перебувала німецька вовча зграя «Маркграф», група з 14 підводних човнів.
Вранці 9 вересня U-85 виявив конвой біля мису Фарвель, Гренландія, і здійснив невдалу торпедну атаку. Потім німецький човен продовжив стеження, в той час як інші човни «Маркграф» почали підтягуватися до виявленого конвою. Вночі U-432 торпедував британське вантажне судно Muneric (5229 GRT).Muneric і його вантаж у 7000 тонн залізної руди швидко затонули разом з усіма 63 членами екіпажу. «Кеногамі» розпочав стрільбу по підводному човну, який сплив на поверхню, без використання освітлювального снаряду, і швидко втратив контакт, оскільки екіпаж, засліплений спалахами власних пострілів, не зміг прицілюватися по човну.
Протягом наступних півгодини конвой зробив два аварійні повороти, оскільки спостерігачі в конвої повідомили, що побачили ще три підводні човни, які з'явилися на поверхні. Інші U-Boot, що підійшли до району, продовжували атакувати вночі. U-81 і U-82 потопили також по одному судну, U-652 пошкодив два судна, одне з яких добив U-372, а інше відбуксувало назад Orillia. U-82 провів невдалу атаку на канадський есмінець «Скина».
Протягом 10 числа U-432 продовжував тримати контакт з транспортним конвоєм, переслідуючи його. U-85 атакував двічі на день, затопивши одне судно, але сам дістав пошкоджень від контратак «Скина» та «Олберні». U-501 був виявлений та примушений «Каталиною» зануритися, його виявили корвети «Чемблі» і «Мус Джо» та затопили атакою глибинними бомбами.
Вночі підводні човни посилили свої одночасні напади на транспорти: U-202 безуспішно, але U-82 потопив три судна і пошкодив одне, U-432 і U-433 потопили по одному, U-207 потопив два і, нарешті, U-202 добив судно, пошкоджене U-82.
11 вересня до конвою, що ледве відбивався від атак, прибули додаткові підкріплення: від HX 147 прибувають 3 корвети «Ветаскивин», «Мімоза» і «Гладіолус» плюс траулер Buttermere і з ON 13 британська група супроводу EG.2 з 5 есмінцями «Дуглас», «Ветеран», «Лемінгтон», «Саладин» і «Скейт». Також надається повітряний супровід у світлий час доби. U-207 потоплений британськими есмінцями «Лемінгтон» та «Ветеран», U-652 здійснив невдалу атаку, а U-105 потопив самостійно панамське судноMontana, що виявив на своєму шляху. U-432 продовжив стежити за транспортним конвоєм.
З прибуттям підкріплень подальші атаки «Маркграфа» були придушені. Незважаючи на те, що «вовча зграя» продовжувала переслідування на безпечній відстані, вона не змогла здійснювати подальші напади.
Прибуття 12 вересня морського траулера Windermere і есмінців типу «Таун» «Сеінт Круа» з конвою SC 41 і «Коламбія» з конвою HX 147 дозволило решті ескортних кораблів конвою «Скина», «Олберні» і «Кеногамі» вирушити на дозаправку. Есмінці 2-ї групи супроводу вирушили на дозаправку після прибуття американських есмінців «Сімс», «Чарльз Г'юз» і «Рассел». Остання атака на конвой сталася через три дні, коли U-98 торпедував 4392-тонне британське вантажне судно Jedmore, коли конвой наближався до Північної протоки пізно вдень 16 вересня.
20 вересня 1941 року конвой SC 42 прибув до Ліверпуля. Шістнадцять суден загальною водотоннажністю 68 259 GRT було потоплено і чотири судна (14 132 GRT) були пошкоджені. Одне судно повернулося назад. 44 транспортні судна прибули цілими та неушкодженими, а два німецькі підводних човни були знищені, хоча одне з цих затоплень було підтверджено лише після війни.

## Кораблі та судна конвою SC 42[1]

### Транспортні судна
Позначення
| Назва                      | Прапор              | Тоннаж (GRT) | Прим.                                                                            |
| -------------------------- | ------------------- | ------------ | -------------------------------------------------------------------------------- |
| Agia Varvara (1904)        | Грецьке королівство | 2 433        |                                                                                  |
| Arosa (1924)               | Норвегія            | 5 043        |                                                                                  |
| Askeladden (1920)          | Норвегія            | 2 496        |                                                                                  |
| Atland (1920)              | Швеція              | 5 203        |                                                                                  |
| Baron Pentland (1927)      | Велика Британія     | 3 410        | 10 вересня пошкоджений двома торпедами U-652; 19 вересня добитий торпедами U-372 |
| Baron Ramsay (1929)        | Велика Британія     | 3 650        |                                                                                  |
| Barwick (1919)             | Велика Британія     | 418          | буксир                                                                           |
| Bascobel (1919)            | Велика Британія     | 418          | буксир; повернувся до бази                                                       |
| Berury (1919)              | Велика Британія     | 4 924        | 11 вересня затоплено U-207                                                       |
| Bestum (1919)              | Норвегія            | 2 215        | 11 вересня пошкоджено U-433; прибув до Рейк'явіка                                |
| Bretwalda (1939)           | Велика Британія     | 4 906        |                                                                                  |
| Bulysses (1927)            | Велика Британія     | 7 519        | 11 вересня танкер потоплений U-82                                                |
| Caduceus (1927)            | Велика Британія     | 4 364        |                                                                                  |
| Campus (1925)              | Велика Британія     | 3 667        |                                                                                  |
| Dundrum Castle (1919)      | Велика Британія     | 5 259        |                                                                                  |
| Eildon (1936)              | Велика Британія     | 1 447        |                                                                                  |
| Empire Crossbill (1919)    | Велика Британія     | 5 463        | 11 вересня потоплено U-82                                                        |
| Empire Hudson (1941)       | Велика Британія     | 7 456        | 10 вересня потоплено U-82                                                        |
| Empire Panter (1919)       | Велика Британія     | 5 600        |                                                                                  |
| Empire Springbuck (1941)   | Велика Британія     | 5 591        | 9 вересня потоплено U-81                                                         |
| Eeverleigh (1930)          | Велика Британія     | 5 222        |                                                                                  |
| Garm (1912)                | Швеція              | 1 231        | 11 вересня потоплено U-432                                                       |
| Gullpol (1928)             | Велика Британія     | 4 868        |                                                                                  |
| Gunvor Maersk (1931)       | Велика Британія     | 1 977        |                                                                                  |
| Gypsum Queen (1931)        | Велика Британія     | 3 915        | 11 вересня потоплено U-82                                                        |
| Hampton Lodge (1911)       | Велика Британія     | 3 645        |                                                                                  |
| Inger Elisabeth (1920)     | Норвегія            | 2 166        |                                                                                  |
| Jedmoor (1919)             | Велика Британія     | 4 392        | 16 вересня потоплено U-98                                                        |
| Joannis (1909)             | Грецьке королівство | 3 667        |                                                                                  |
| Kheti (1927)               | Велика Британія     | 2 734        |                                                                                  |
| Kingsbury (1937)           | Велика Британія     | 4 898        |                                                                                  |
| Knoll (1916)               | Норвегія            | 1 151        | до Ісландії                                                                      |
| Kul (1907)                 | Норвегія            | 1 310        | приєднався в Ісландії                                                            |
| Lancing (1898)             | Норвегія            | 7 866        |                                                                                  |
| Lorient (1921)             | Велика Британія     | 4 737        |                                                                                  |
| Macgregor (1919)           | Велика Британія     | 2 498        |                                                                                  |
| Makefjell (1932)           | Норвегія            | 1 567        |                                                                                  |
| Maplewood (1930)           | Велика Британія     | 4 566        |                                                                                  |
| Mariston (1924)            | Велика Британія     | 4 557        |                                                                                  |
| Michalis (1919)            | Грецьке королівство | 5 685        |                                                                                  |
| Miguel De Larrinaga (1924) | Велика Британія     | 5 231        |                                                                                  |
| Mount Taygetus (1921)      | Грецьке королівство | 3 286        |                                                                                  |
| Muneric (1919)             | Велика Британія     | 5 229        | 10 вересня потоплено U-432                                                       |
| Nailses Meadow (1937)      | Велика Британія     | 4 962        |                                                                                  |
| Nicolaos Pisngos (1912)    | Грецьке королівство | 4 499        |                                                                                  |
| P.L.M.13 (1921)            | Велика Британія     | 3 754        |                                                                                  |
| Peterston (1925)           | Велика Британія     | 4 680        |                                                                                  |
| Randa (1930)               | Велика Британія     | 1 555        |                                                                                  |
| Regin (1917)               | Норвегія            | 1 386        |                                                                                  |
| Rio Blanco (1922)          | Велика Британія     | 4 086        |                                                                                  |
| Roman (1938)               | Велика Британія     | 1 489        | до Ісландії                                                                      |
| Sally Mærsk (1923)         | Велика Британія     | 3 252        | 10 вересня потоплено U-81                                                        |
| Sarthe (1920)              | Велика Британія     | 5 271        |                                                                                  |
| Scania (1901)              | Швеція              | 1 999        | 11 вересня пошкоджений U-82, пізніше добитий торпедами U-202                     |
| Southgate (1926)           | Велика Британія     | 4 862        |                                                                                  |
| Stargard (1915)            | Норвегія            | 1 113        | 10 вересня потоплений U-432                                                      |
| Stonepool (1928)           | Велика Британія     | 4 815        | 11 вересня потоплено U-207                                                       |
| Storaas (1929)             | Норвегія            | 7 886        |                                                                                  |
| Tahchee (1928)             | Велика Британія     | 6 508        | 11 вересня танкер пошкоджений U-652                                              |
| Thistleglen (1929)         | Велика Британія     | 4 748        | 10 вересня потоплено U-85                                                        |
| Titus (1930)               | Нідерланди          | 1 712        |                                                                                  |
| Toward (1923)              | Велика Британія     | 1 571        | рятувальне судно конвою; діяло до Ісландії                                       |
| Trefusis (1918)            | Велика Британія     | 5 299        |                                                                                  |
| Trompenberg (1919)         | Нідерланди          | 1 995        |                                                                                  |
| Vestland (1916)            | Норвегія            | 1 934        |                                                                                  |
| Waziristan (1924)          | Велика Британія     | 5 135        |                                                                                  |
| Wigry (1912)               | Польща              | 1 859        |                                                                                  |
| Winterswijk (1914)         | Нідерланди          | 3 205        | 10 вересня потоплено U-432                                                       |
| Wisla (1928)               | Польща              | 3 106        |                                                                                  |
| Yearby (1929)              | Велика Британія     | 5 666        |                                                                                  |
| Zypenberg (1920)           | Нідерланди          | 4 973        |                                                                                  |

### Кораблі ескорту
| Назва                   | Прапор                                  | Тип корабля                                  | Прим.                 |
| ----------------------- | --------------------------------------- | -------------------------------------------- | --------------------- |
| «Олберні»               | Військово-морські сили Канади           | корвет типу «Флавер»                         | 2-13 вересня          |
| «Арвіда»                | Військово-морські сили Канади           | корвет типу «Флавер»                         | 29 серпня — 2 вересня |
| «Баррі»                 | Військово-морські сили Канади           | корвет типу «Флавер»                         | 29 серпня — 2 вересня |
| «Белмонт»               | Військово-морські сили Великої Британії | ескадрений міноносець типу «Таун»            | 12 вересня            |
| HMS Buttermere (FY 205) | Військово-морські сили Великої Британії | протичовновий траулер                        | 10-16 вересня         |
| «Чемблі»                | Військово-морські сили Канади           | корвет типу «Флавер»                         | 10-17 вересня         |
| «Коламбія»              | Військово-морські сили Канади           | ескадрений міноносець типу «Таун»            | 12-16 вересня         |
| «Дуглас»                | Військово-морські сили Великої Британії | лідер ескадрених міноносців типу «Адміралті» | 11-20 вересня         |
| «Гладіолус»             | Військово-морські сили Великої Британії | корвет типу «Флавер»                         | 10-16 вересня         |
| HMS Oderin (FY 1763)    | Військово-морські сили Великої Британії | протичовновий траулер                        | після Ісландії        |
| «Кеногамі»              | Військово-морські сили Канади           | корвет типу «Флавер»                         | 2-13 вересня          |
| «Лемінгтон»             | Військово-морські сили Канади           | ескадрений міноносець типу «Таун»            | 11-18 вересня         |
| «Лобеліа»               | Військово-морські сили Великої Британії | корвет типу «Флавер»                         | 16-19 вересня         |
| «Мімоза»                | Військово-морські сили Великої Британії | корвет типу «Флавер»                         | 10-16 вересня         |
| «Мус Джо»               | Військово-морські сили Канади           | корвет типу «Флавер»                         | 10-17 вересня         |
| «Напані»                | Військово-морські сили Канади           | корвет типу «Флавер»                         | 29 серпня — 2 вересня |
| «Нарцисус»              | Військово-морські сили Великої Британії | корвет типу «Флавер»                         | 16-20 вересня         |
| «Напані»                | Військово-морські сили Канади           | корвет типу «Флавер»                         | 29 серпня — 2 вересня |
| «Оріліа»                | Військово-морські сили Канади           | корвет типу «Флавер»                         | 2-9 вересня           |
| «Ренонкуль»             | ВМС Вільної Франції                     | корвет типу «Флавер»                         | 16-19 вересня         |
| «Саладин»               | Військово-морські сили Великої Британії | ескадрений міноносець типу «S»               | 11-17 вересня         |
| «Солсбері»              | Військово-морські сили Великої Британії | ескадрений міноносець типу «Таун»            | 16-20 вересня         |
| «Скейт»                 | Військово-морські сили Великої Британії | ескадрений міноносець типу «R»               | 12-18 вересня         |
| «Скина»                 | Військово-морські сили Канади           | ескадрений міноносець типу «A»               | 2-17 вересня          |
| «Сеінт Круа»            | Військово-морські сили Канади           | ескадрений міноносець типу «Таун»            | 12-17 вересня         |
| «Чарльз Г'юз»           | Військово-морські сили США              | ескадрений міноносець типу «Бенсон»          | 14 вересня            |
| «Рассел»                | Військово-морські сили США              | ескадрений міноносець типу «Сімс»            | 14 вересня            |
| «Сімс»                  | Військово-морські сили США              | ескадрений міноносець типу «Сімс»            | 14 вересня            |
| «Ветеран»               | Військово-морські сили Великої Британії | ескадрений міноносець «Адміралті» типу «W»   | 11-18 вересня         |
| «Ветаскивин»            | Військово-морські сили Канади           | корвет типу «Флавер»                         | 10-16 вересня         |
| HMS Windermere (FY 207) | Військово-морські сили Великої Британії | протичовновий траулер                        | 11-16 вересня         |

## Підводні човни Крігсмаріне, що брали участь в атаці на конвой[19]
| Назва | Тип   | Командир                                | Результати атаки                                                                                         | Прим. |
| ----- | ----- | --------------------------------------- | --- | --- |
| U-38  | IX A  | корветтен-капітан Генріх Шух            | не брав участі в атаці                                                                                   | |
| U-43  | IX A  | капітан-лейтенант Вольфганг Лют         | не брав участі в атаці                                                                                   | |
| U-81  | VII C | капітан-лейтенант Фрідріх Гуггенбергер  | 9 вересня потопив Empire Springbuck та 10 вересня Sally Mærsk                                            | |
| U-82  | VII C | капітан-лейтенант Зігфрід Ролльманн     | 10 вересня потопив Empire Hudson, 11 вересня Bulysses, Gypsum Queen, Empire Crossbill та пошкодив Scania | |
| U-84  | VII B | капітан-лейтенант Горст Упгофф          | не брав участі в атаці                                                                                   | |
| U-85  | VII B | оберлейтенант-цур-зее Ебергард Грегер   | 10 вересня потопив Thistleglen                                                                           | |
| U-105 | IX B  | капітан-лейтенант Георг Шеве            | не брав участі в атаці                                                                                   | |
| U-202 | VII C | капітан-лейтенант Ганс-Гайнц Ліндер     | 11 вересня потопив Scania                                                                                | |
| U-207 | VII C | капітан-лейтенант Фріц Меєр             | 11 вересня потопив Stonepool і Berury                                                                    | 11 вересня 1941 року потоплений східніше Гренландії глибинними бомбами британських есмінців «Лемінгтон» та «Ветеран». Всі 41 член екіпажу загинули |
| U-372 | VII C | капітан-лейтенант Гайнц-Йоахім Нойманн  | 19 вересня затопив пошкоджений Baron Pentland                                                            | приєднався до складу «вовчої зграї» пізніше |
| U-373 | VII C | капітан-лейтенант Пауль-Карл Лезер      | не брав участі в атаці                                                                                   | приєднався до складу «вовчої зграї» пізніше |
| U-432 | VII C | капітан-лейтенант Гайнц-Отто Шульце     | 10 вересня потопив Muneric, Winterswijk і Stargard; 11 вересня потопив Garm                              | |
| U-433 | VII C | капітан-лейтенант Ганс Ей               | 11 вересня пошкодив Bestum                                                                               | |
| U-501 | IX C  | корветтен-капітан Гуго Ферстер          | не брав участі в атаці                                                                                   | 10 вересня потоплений глибинними бомбами та тараном канадських корветів «Чемблі» та «Мус Джо». 11 членів екіпажу загинули, 37 врятовані            |
| U-552 | VII C | корветтен-капітан Еріх Топп             | не брав участі в атаці                                                                                   | приєднався до складу «вовчої зграї» пізніше |
| U-569 | VII C | капітан-лейтенант Ганс-Петер Гінш       | не брав участі в атаці                                                                                   | |
| U-572 | VII C | капітан-лейтенант Гайнц Гірзакер        | не брав участі в атаці                                                                                   | приєднався до складу «вовчої зграї» пізніше |
| U-575 | VII C | капітан-лейтенант Гюнтер Гейдеманн      | не брав участі в атаці                                                                                   | приєднався до складу «вовчої зграї» пізніше |
| U-652 | VII C | оберлейтенант-цур-зее Георг-Вернер Фрац | 10 вересня пошкодив Tahchee, Baron Pentland                                                              | |